# جيروباي
جيروباي هو نظام دفع عبر الإنترنت في ألمانيا ، يعتمد على الخدمات المصرفية عبر الإنترنت . تم تقديم طريقة الدفع هذه في فبراير 2006 ، وهي تتيح للعملاء الشراء بأمان على الإنترنت باستخدام التحويلات المباشرة عبر الإنترنت من حساباتهم المصرفية. يشبه هذا النظام نظام الدفع الهولندي آيديول ونظام الدفع MyBank وخدمة Interac Online في كندا  في الأرجنتين ومدفوعات Secure Vault  في الولايات المتحدة . جيروباي مملوكة لشركة جيروباي GmbH .

## حجم الصفقة
بحلول مايو 2007 ، تم شراء أكثر من 100 مليون يورو. 
في عام 2008 ، عالج النظام 3.2 مليون تحويل ، وبلغ إجمالي المعاملات 185 مليون يورو. 
تتم معالجة أكثر من مليون معاملة تقريبا كل شهر. 

## نطاق
تشارك معظم بنوك سباركسن الألمانية والتعاونية في جيروباي . ومع ذلك ، فإن عدد البنوك المشاركة من القطاع الخاص محدود. في هذا القطاع ، البنك الرئيسي الوحيد المشارك هو دويتشه بوست بنك . ومع ذلك ، فإن جيروباي يصل إلى حوالي 17 مليون عميل ألماني للخدمات المصرفية عبر الإنترنت ،  وحوالي 60٪ من جميع الحسابات المصرفية التجارية.  يعني هذا الرقم أن البنوك المشاركة تخدم الغالبية العظمى من سوق الخدمات المصرفية عبر الإنترنت في ألمانيا.

## معالجة
تقدم جيروباي للتجار طريقة دفع في الوقت الفعلي (يتم الإعلان عنها على أنها خالية من المخاطر تقريبًا) لقبول المدفوعات عبر الإنترنت. بالنسبة للعملاء ، تستخدم جيروباي نفس البيئة مثل المواقع المصرفية عبر الإنترنت لبنوكهم. يعتمد مستوى الأمان على البنك المشارك. تقدم بعض البنوك الألمانية مصادقة ثنائية (2FA) ، مثل رمز الوصول إلى الاستجابة للتحدي استنادًا إلى الشريحة المضمنة في بطاقة الخصم أو بطاقة الصراف الآلي. ومع ذلك ، يقدم البعض الآخر خدمات مصرفية عبر الإنترنت تستند إلى رقم التعريف الشخصي و رقم مصادقة المعاملة. لا تتم مشاركة أي معلومات حساسة مع التاجر ، مثل أرقام بطاقة الائتمان. ومع ذلك ، لا يوجد حق استرداد المبالغ المدفوعة ، والذي يمكن اعتباره عيبًا بالنسبة للمستهلك الذي يستخدم طريقة الدفع هذه. هذا يعتبر ميزة للتجار. 
طريقة عمل جيروباي على النحو التالي:
1. يقدم التاجر، جيروباي كطريقة دفع ، غالبًا بالإضافة إلى خيارات الدفع ببطاقة الائتمان العادية
2. يختار المستهلك جيروباي ويختار البنك الذي يتعامل معه
3. تتم إعادة توجيه المستهلك إلى صفحة تسجيل الدخول للبنك
4. يعرض البنك المشارك بيانات المعاملة
5. يُدخِل العميل رقم الحساب ورقم التعريف الشخصي وأيًا مما يلي:
  1. يتم إرسال إيصال تحويل إلى العميل لتأكيد المعاملة ، يحتوي على TAN (رقم المعاملة). يقوم العميل بإدخال هذا الرقم لتأكيد المعاملة. [4]
  2. يوقع العميل المعاملة رقميًا باستخدام رمز 2FA (إذا كان البنك الذي يتعامل معه يقدم هذه الخدمة)
6. يفوض البنك المعاملة في الوقت الفعلي ، ويخصم المبلغ مباشرة من حساب المستهلك (إذا لم يكن هناك رصيد كافٍ ، فسيتم رفض المعاملة)
7. تلقى التاجر تأكيدًا فوريًا للدفع من قبل البنك
8. تتم إعادة توجيه المستهلك مرة أخرى إلى صفحة التاجر مع التأكيد على نجاح عملية الدفع

المدفوعات مضمونة لمبالغ تصل إلى 5000 يورو. 

## التكاليف
يتم احتساب التكاليف على أساس كل معاملة وتقل مع حجم أو قيمة المعاملة. تقتبس بوابة الدفع NetBanx أرقامًا من 1.2٪ إلى 0.9٪ ، بالإضافة إلى 0.08 يورو لكل معاملة. 